# Seljeskogen
Seljeskogen est une localité du comté de Troms, en Norvège.

## Géographie
Administrativement, Seljeskogen fait partie de la kommune de Salangen.